# Dingbian

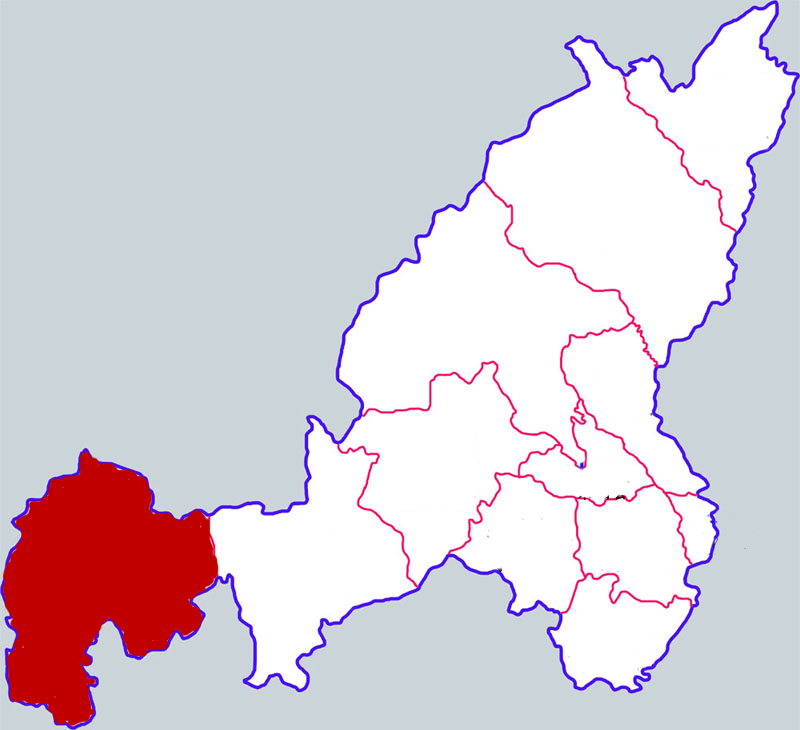
Lage des Kreises Dingbian auf dem Gebiet der bezirksfreien Stadt Yulin

Der Kreis Dingbian (chinesisch 定边县, Pinyin Dìngbiān Xiàn) ist ein Kreis der bezirksfreien Stadt Yulin der Provinz Shaanxi in der Volksrepublik China. Er liegt im Westen von Yulin. Der Kreis hat eine Fläche von 6.825 km² und zählt 339.077 Einwohner (Stand: Zensus 2020). Sein Hauptort ist die Großgemeinde Dingbian (定边镇).

## Administrative Gliederung
Auf Gemeindeebene setzt sich der Kreis Dingbian aus elf Großgemeinden und vierzehn Gemeinden zusammen.